# الشنوف (عبس)

تعديل مصدري - تعديل

الشنوف هي إحدى قرى عزلة بني حسن بمديرية عبس التابعة لمحافظة حجة، بلغ تعداد سكانها 50 نسمة حسب تعداد اليمن لعام 2004.